# Rodney Sneijder
Pour les articles homonymes, voir Sneijder.
Rodney Sneijder, né le 31 mars 1991 à Utrecht, est un footballeur néerlandais. 
Il est le frère cadet de Jeffrey et de Wesley Sneijder.